# Лоренцо Липи
Лоренцо Липи (3 май 1606 – 15 април 1665) е италиански художник и поет. Роден във Флоренция, той учи живопис при Матео Росели. Както Балдасаре Франческини, така и Франческо Фурини учат при Росели, влиянието на чийто стил, и по-специално този на Санти ди Тито, може да се проследи в творбите на Липи. Максимата му е да поетизира като говори и да рисува като вижда. Биографията му е събрана от Филипо Балдинучи.
След като рисува известно време във Флоренция и се жени на четиридесетгодишна възраст за дъщерята на богат скулптор на име Джовани Франческо Сузини, Липи отива в Инсбрук като придворен художник, където оставя множество отлични портрети.
Липи е бил до голяма степен арогантен и, когато е посещавал Парма, е отказвал да разглежда известни картини на Кореджо, твърдейки, че на нищо не могат да го научат. Умира от плеврит през 1664 във Флоренция. Най-ценните творби на Липи като художник са Разпъване на кръст в галерията Уфици във Флоренция и Триумфът на Давид, която той изготва за салона на Анджоло Гали. Един от учениците му е Бартоломео Бимби.

## Галерия
- Мадона
- Алегория на невиността, 1650
- Катерина ди Прато
- Портрет на човек
- Св. Тома раздава милостиня, църква Сан Агостино в Прато
- Мадона и седем светии
- Ерминия намира ранения Танкред
- Австрийската императрица Мария-Леополдина, Музей на историята на изкуството, Виена
- Бягство към Египет
- Алегория на музиката